# Ахтырка (река)
Ахты́рка (укр. Охтирка) — левый приток реки Ворскла, протекающий по Ахтырскому району Сумской области Украины.

## География
Длина — 28 км. Долина корытообразная. Русло слаборазвитое, летом верхнее течение пересыхает.
Река течёт с юго-востока на запад. Река берет начало между сёлами Кудрявое Ахтырского и Мирное Великописаревского районов. Впадает в реку Ворскла западнее города Ахтырка у административной границы с Великописаревским районом.
На реке два крупных пруда: в селе Весёлый Гай, восточнее Ахтырки. В пойме реки очагово присутствуют заболоченные участки с тростниковой и луговой растительностью. Приустьевая часть реки находится в составе Гетьманского национального природного парка.

## Населённые пункты
Населённые пункты на реке (от истока до устья):
1. Кудрявое
2. Весёлый Гай
3. Высокое
4. Вербовое
5. город Ахтырка